# Helen Cordelia Angell
Helen Cordelia Angell, nacida Coleman (1847 – 1884) fue una pintora acuarelista inglesa.

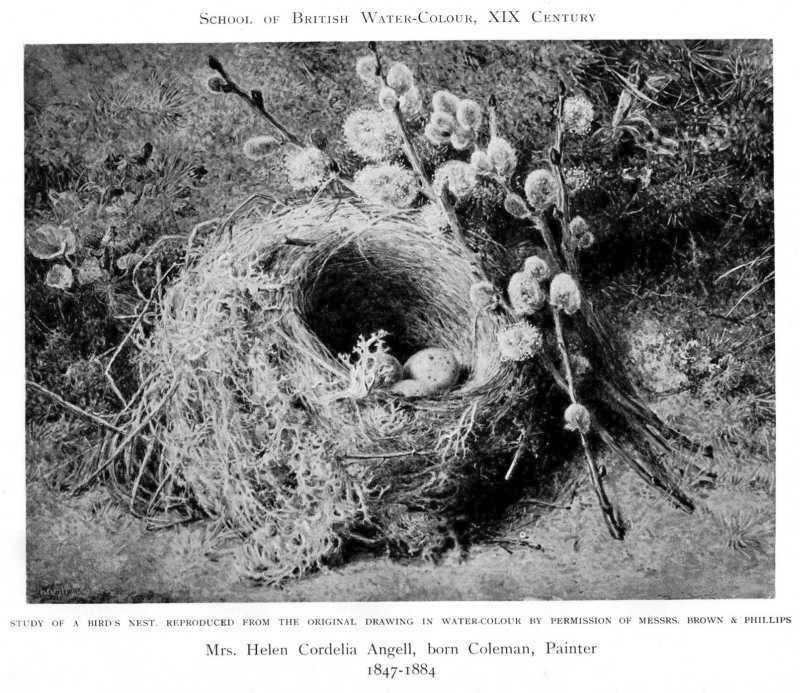
Estudio del nido de un pájaro

Ella y su hermana, la artista ceramista Rose Rebecca aprendieron primero pintura y luego dibujo, por su hermano William Stephen, quien tenía un estudio de cerámica artística en Kensington del Sur. Fue miembro tanto de la Sociedad Real de Acuarelas y el Instituto Real de Pintores Acuarelistas, que le otorgó una membresía en 1875.
Fue Pintora Ordinaria de Flores de la Reina Victoria desde 1879 hasta su muerte. Su acuarela Estudio de un Nido de Pájaros fue incluido en el libro Mujeres Pintoras del Mundo, de 1905.